# Parma Associazione Calcio 1987-1988
Questa voce raccoglie le informazioni riguardanti il Parma Associazione Calcio nelle competizioni ufficiali della stagione 1987-1988.

## Stagione

Da sinistra: il tecnico Zeman (poi sostituito da Vitali nel corso della stagione) in allenamento con i difensori Susic e Apolloni.

Dopo due splendide stagioni, Arrigo Sacchi se ne va ad allenare il Milan, a Parma per la stagione 1987-1988 al suo posto arriva Zdeněk Zeman, altro "zonista" convinto, e nipote dell'ex parmense Čestmír Vycpálek. Il Parma inizia alla grande la stagione vincendo il girone di Coppa Italia davanti al Milan, ma in campionato la partenza non è delle migliori, subisce quattro sconfitte nelle prime sette partite, così dall'ottava giornata Giampiero Vitali allena al posto del Boemo. Il nuovo tecnico, esperto e pratico, senza mai perdere in casa, raccoglie 38 punti e si piazza a mezza classifica, nel torneo che promuove in Serie A il Bologna con 51 punti, il Lecce con 49 punti, Lazio e Atalanta con 47 punti.
Come accennato sopra, nella Coppa Italia il Parma vince il proprio girone di qualificazione davanti a Milan e Como. Per questa edizione chi vince nel girone di qualificazione, ottiene 3 punti, chi pareggia va ai calci di rigore, al Parma accade con il Milan ed il Bari, chi ottiene la vittoria dal dischetto si prende 2 punti, chi perde 1 punto. Nella fase ad eliminazione diretta, la squadra ducale a gennaio gioca e perde, nel doppio confronto, gli ottavi di finale contro l'Avellino.

## Divise e sponsor
Lo sponsor tecnico per la stagione 1987-1988 fu Umbro, mentre lo sponsor ufficiale Parmalat.
| Casa | Trasferta | Terza divisa |

## Organigramma societario
Area direttiva
- Presidente: geom. Ernesto Ceresini
- General manager: Riccardo Sogliano
- Direttore sportivo: Giorgio Vitali
- Segretario: Sergio Canuti

Area tecnica
- Allenatore: Zdeněk Zeman poi Giampiero Vitali
- Secondo allenatore: Pietro Carmignani
- Preparatore atletico: prof. Vincenzo Pincolini
- Massaggiatore: Claudio Bozzetti

## Rosa
| N. |                   | Ruolo | Calciatore        |
| -- | ----------------- | ----- | ----------------- |
| -  | Italia (bandiera) | P     | Giovanni Cervone  |
| -  | Italia (bandiera) | P     | Maurizio Bonati   |
| -  | Italia (bandiera) | P     | Marco Ferrari     |
| -  | Italia (bandiera) | D     | Enzo Gambaro      |
| -  | Italia (bandiera) | D     | Luigi Apolloni    |
| -  | Italia (bandiera) | D     | Lorenzo Minotti   |
| -  | Italia (bandiera) | D     | Amedeo Carboni    |
| -  | Italia (bandiera) | D     | Marco Pullo       |
| -  | Italia (bandiera) | D     | Alberto Rivolta   |
| -  | Italia (bandiera) | D     | Stefano Rossini   |
| -  | Italia (bandiera) | D     | Walter Dondoni    |
| -  | Italia (bandiera) | C     | Vincenzo Esposito |

| N. |                   | Ruolo | Calciatore          |
| -- | ----------------- | ----- | ------------------- |
| -  | Italia (bandiera) | C     | Davide Zannoni      |
| -  | Italia (bandiera) | C     | Daniele Pasa        |
| -  | Italia (bandiera) | C     | Fabio Magrini       |
| -  | Italia (bandiera) | C     | Francesco Turrini   |
| -  | Italia (bandiera) | C     | Patrizio Sala       |
| -  | Italia (bandiera) | C     | Valeriano Fiorin    |
| -  | Italia (bandiera) | C     | Marco Osio          |
| -  | Italia (bandiera) | C     | Pierluigi Di Già    |
| -  | Italia (bandiera) | A     | Stefano Impallomeni |
| -  | Italia (bandiera) | A     | Alessandro Melli    |
| -  | Italia (bandiera) | A     | Roberto Di Nicola   |
| -  | Italia (bandiera) | A     | Francesco Baiano    |

## Risultati

### Campionato

#### Girone di andata
| Arbitro: | Coppetelli (Tivoli) |

|  |           |                          |
|  | Marcatori | 20’ Chiorri 50’ Lombardo |

| Arbitro: | Nicchi (Arezzo) |

|                         |           |          |
| Chiodini 17’ Branco 87’ | Marcatori | 63’ Pasa |

| Parma 27 settembre 1987 3ª giornata | Parma               | 0 – 0 | Genoa | Stadio Ennio Tardini\| Arbitro: \| Amendolia (Messina) \| |
| Arbitro:                            | Amendolia (Messina) |       |       |                                                           |

| Arbitro: | Esposito (Torre del Greco) |

|                              |           |                |
| Osio 5’ Prandelli 32’ (aut.) | Marcatori | 75’ Cantarutti |

| Arbitro: | Beschin (Legnago) |

|                                         |           |                    |
| Borrello 12’ Chiarella 75’ M. Rossi 79’ | Marcatori | 68’ (rig.) Zannoni |

| Parma 18 ottobre 1987 6ª giornata | Parma          | 0 – 0 | Messina | Stadio Ennio Tardini\| Arbitro: \| Tarallo (Como) \| |
| Arbitro:                          | Tarallo (Como) |       |         |                                                      |

| Arbitro: | Pucci (Firenze) |

|                                      |           |          |
| Pradella 26’ Pecci 45’ Marronaro 64’ | Marcatori | 90’ Osio |

| Arbitro: | D'Elia (Salerno) |

|                                 |           |  |
| Zannoni 18’, 22’ F. Turrini 42’ | Marcatori |  |

| Taranto 8 novembre 1987 9ª giornata | Taranto                | 0 – 0 | Parma | Stadio Erasmo Iacovone\| Arbitro: \| Calabretta (Catanzaro) \| |
| Arbitro:                            | Calabretta (Catanzaro) |       |       |                                                                |

| Arbitro: | Quartuccio (Torre Annunziata) |

|                          |           |             |
| Dossena 23’ Vagheggi 40’ | Marcatori | 22’ Carboni |

| Arbitro: | Satariano (Palermo) |

|                    |           |              |
| Zannoni 54’ (rig.) | Marcatori | 87’ Mandelli |

| Bari 29 novembre 1987 12ª giornata | Bari | 0 – 0 | Parma |  |

| Arbitro: | Cornieti (Forlì) |

|                                |           |               |
| Zannoni 68’ (rig.) Gambaro 81’ | Marcatori | 83’ Montesano |

| Arbitro: | Bailo (Novi Ligure) |

|           |           |          |
| Da Re 38’ | Marcatori | 10’ Osio |

| Arbitro: | Tarallo (Como) |

|                                        |           |  |
| Zannoni 45’ (rig.) Pasa 65’ Baiano 83’ | Marcatori |  |

| Arbitro: | Bruni (Arezzo) |

|                |           |         |
| G.M. Butti 46’ | Marcatori | 1’ Osio |

| Parma 10 gennaio 1988 17ª giornata | Parma               | 0 – 0 | Triestina | Stadio Ennio Tardini\| Arbitro: \| Satariano (Palermo) \| |
| Arbitro:                           | Satariano (Palermo) |       |           |                                                           |

| Roma 17 gennaio 1988 18ª giornata | Lazio           | 0 – 0 | Parma | Stadio Olimpico\| Arbitro: \| Nicchi (Arezzo) \| |
| Arbitro:                          | Nicchi (Arezzo) |       |       |                                                  |

| Arbitro: | Luci (Firenze) |

|                    |           |  |
| Zannoni 50’ (rig.) | Marcatori |  |

#### Girone di ritorno
| Cremona 7 febbraio 1988 20ª giornata | Cremonese                  | 0 – 0 | Parma | Stadio Giovanni Zini\| Arbitro: \| Esposito (Torre del Greco) \| |
| Arbitro:                             | Esposito (Torre del Greco) |       |       |                                                                  |

| Parma 14 febbraio 1988 21ª giornata | Parma            | 0 – 0 | Brescia | Stadio Ennio Tardini\| Arbitro: \| Fiorenza (Siena) \| |
| Arbitro:                            | Fiorenza (Siena) |       |         |                                                        |

| Genova 21 febbraio 1988 22ª giornata | Genoa             | 0 – 0 | Parma | Stadio Luigi Ferraris\| Arbitro: \| Tuveri (Cagliari) \| |
| Arbitro:                             | Tuveri (Cagliari) |       |       |                                                          |

| Arbitro: | Beschin (Legnago) |

|                                 |           |          |
| Cantarutti 55’ El. Nicolini 71’ | Marcatori | 34’ Osio |

| Parma 13 marzo 1988 24ª giornata | Parma       | 0 – 0 | Catanzaro | Stadio Ennio Tardini\| Arbitro: \| Novi (Pisa) \| |
| Arbitro:                         | Novi (Pisa) |       |           |                                                   |

| Arbitro: | Tuveri (Cagliari) |

|                                                    |           |  |
| Da Mommio 12’ Catalano 32’ (rig.) S. Schillaci 81’ | Marcatori |  |

| Parma 27 marzo 1988 26ª giornata | Parma            | 0 – 0 | Bologna | Stadio Ennio Tardini\| Arbitro: \| Baldas (Trieste) \| |
| Arbitro:                         | Baldas (Trieste) |       |         |                                                        |

| Piacenza 2 aprile 1988 27ª giornata | Piacenza                      | 0 – 0 | Parma | Stadio Galleana\| Arbitro: \| Quartuccio (Torre Annunziata) \| |
| Arbitro:                            | Quartuccio (Torre Annunziata) |       |       |                                                                |

| Arbitro: | Pucci (Firenze) |

|           |           |                 |
| Melli 38’ | Marcatori | 42’ Dalla Costa |

| Arbitro: | Bruni (Arezzo) |

|                        |           |                            |
| Baiano 18’ Minotti 56’ | Marcatori | 7’ Dossena 35’ D. Fontolan |

| Arbitro: | Frigerio (Milano) |

|  |           |           |
|  | Marcatori | 9’ Baiano |

| Arbitro: | Nicchi (Arezzo) |

|               |           |  |
| Di Nicola 85’ | Marcatori |  |

| Arbitro: | Fabricatore (Roma) |

|              |           |  |
| Masolini 37’ | Marcatori |  |

| Arbitro: | Calabretta (Catanzaro) |

|                                         |           |                |
| Di Nicola 28’ F. Turrini 77’ Baiano 88’ | Marcatori | 26’ Fermanelli |

| Arezzo 22 maggio 1988 34ª giornata | Arezzo            | 0 – 0 | Parma | Stadio Comunale\| Arbitro: \| Gava (Conegliano) \| |
| Arbitro:                           | Gava (Conegliano) |       |       |                                                    |

| Parma 29 maggio 1988 35ª giornata | Parma          | 0 – 0 | Barletta | Stadio Ennio Tardini\| Arbitro: \| Luci (Firenze) \| |
| Arbitro:                          | Luci (Firenze) |       |          |                                                      |

| Arbitro: | Sguizzato (Udine) |

|                        |           |                             |
| Cinello 59’ Papais 83’ | Marcatori | 9’, 26’ Osio 80’ F. Turrini |

| Arbitro: | Paparesta (Bari) |

|               |           |             |
| Di Nicola 84’ | Marcatori | 50’ Rizzolo |

| Arbitro: | Bruni (Arezzo) |

|                                    |           |                           |
| Baroni 57’ Pasculli 73’ Panero 77’ | Marcatori | 65’ Di Nicola 78’ Gambaro |

### Coppa Italia

#### Secondo girone
| Arbitro: | Esposito (Torre del Greco) |

|                                                      |           |                      |
| Fiorin 32’ F. Turrini 36’ Pinato 45’ (aut.) Osio 79’ | Marcatori | 47’ Bolis 74’ Auteri |

| Arbitro: | Gava (Conegliano) |

|                 |           |  |
| Impallomeni 46’ | Marcatori |  |

| Arbitro: | Di Cola (Avezzano) |

|              |           |                         |
| Maccoppi 14’ | Marcatori | 2’ Impallomeni 31’ Pasa |

| Arbitro: | Coppetelli (Tivoli) |

|                                                    |                      |                                      |
| Van Basten 15’ Gullit 80’                          | Marcatori            | 42’ Zannoni 58’ (aut.) F. Galli      |
| Van Basten Bortolazzi Donadoni F. Baresi Ancelotti | Tiri di rigore 5 – 6 | Zannoni Carboni Pasa Di Fabio Fiorin |

| Arbitro: | Amendolia (Messina) |

|                                       |                      |                                             |
| Impallomeni Osio Pasa Di Fabio Fiorin | Tiri di rigore 4 – 3 | Brondi Perrone Cowans Cangini G. Costantino |

#### Ottavi di finale
| Parma 6 gennaio 1988 Andata | Parma              | 0 – 0 | Avellino | Stadio Ennio Tardini\| Arbitro: \| Di Cola (Avezzano) \| |
| Arbitro:                    | Di Cola (Avezzano) |       |          |                                                          |

| Arbitro: | Fabricatore (Roma) |

|                            |           |  |
| A. Ferroni 41’ Bertoni 87’ | Marcatori |  |

## Statistiche

### Statistiche di squadra
| Competizione | Punti | In casa | In casa | In casa | In casa | In casa | In casa | In trasferta | In trasferta | In trasferta | In trasferta | In trasferta | In trasferta | Totale | Totale | Totale | Totale | Totale | Totale | DR |
| Competizione | Punti | G       | V       | N       | P       | Gf      | Gs      | G            | V            | N            | P            | Gf           | Gs           | G      | V      | N      | P      | Gf     | Gs     | DR |
| ------------ | ----- | ------- | ------- | ------- | ------- | ------- | ------- | ------------ | ------------ | ------------ | ------------ | ------------ | ------------ | ------ | ------ | ------ | ------ | ------ | ------ | -- |
| Serie B      | 38    | 19      | 7       | 11      | 1       | 20      | 10      | 19           | 2            | 9            | 8            | 13           | 23           | 38     | 9      | 20     | 9      | 33     | 33     | 0  |
| Coppa Italia |       | 4       | 2       | 2       | 0       | 5       | 2       | 3            | 1            | 1            | 1            | 4            | 5            | 7      | 3      | 3      | 1      | 9      | 7      | +2 |
| Totale       |       | 23      | 9       | 13      | 1       | 25      | 12      | 22           | 3            | 10           | 9            | 17           | 28           | 45     | 12     | 23     | 10     | 42     | 40     | +2 |

### Statistiche dei giocatori
| Giocatore      | Serie B  | Serie B | Serie B     | Serie B    | Coppa Italia | Coppa Italia | Coppa Italia | Coppa Italia | Totale   | Totale | Totale      | Totale     |
| Giocatore      | Presenze | Reti    | Ammonizioni | Espulsioni | Presenze     | Reti         | Ammonizioni  | Espulsioni   | Presenze | Reti   | Ammonizioni | Espulsioni |
| -------------- | -------- | ------- | ----------- | ---------- | ------------ | ------------ | ------------ | ------------ | -------- | ------ | ----------- | ---------- |
| L. Apolloni    | 36       | 0       | ?           | ?          | 4            | 0            | ?            | ?            | 40       | 0      | ?           | ?          |
| F. Baiano      | 25       | 4       | ?           | ?          | 1            | 0            | ?            | ?            | 26       | 4      | ?           | ?          |
| M. Bonati      | 1        | -2      | ?           | ?          | 1            | 0            | ?            | ?            | 2        | -2     | ?           | ?          |
| A. Carboni     | 28       | 1       | ?           | ?          | 6            | 0            | ?            | ?            | 34       | 1      | ?           | ?          |
| G. Cervone     | 23       | -14     | ?           | ?          | 1            | -2           | ?            | ?            | 24       | -16    | ?           | ?          |
| G. Di Fabio    | -        | -       | -           | -          | 4            | 0            | ?            | ?            | 4        | 0      | 0+          | 0+         |
| P. Di Già      | 26       | 0       | ?           | ?          | 2            | 0            | ?            | ?            | 28       | 0      | ?           | ?          |
| R. Di Nicola   | 30       | 4       | ?           | ?          | 3            | 0            | ?            | ?            | 33       | 4      | ?           | ?          |
| W. Dondoni     | 13       | 0       | ?           | ?          | 4            | 0            | ?            | ?            | 17       | 0      | ?           | ?          |
| V. Esposito    | 2        | 0       | ?           | ?          | -            | -            | -            | -            | 2        | 0      | 0+          | 0+         |
| M. Ferrari     | 15       | -17     | ?           | ?          | 5            | -5           | ?            | ?            | 20       | -22    | ?           | ?          |
| V. Fiorin      | 37       | 0       | ?           | ?          | 7            | 1            | ?            | ?            | 44       | 1      | ?           | ?          |
| E. Gambaro     | 34       | 2       | ?           | ?          | 7            | 0            | ?            | ?            | 41       | 2      | ?           | ?          |
| S. Impallomeni | 3        | 0       | ?           | ?          | 5            | 2            | ?            | ?            | 8        | 2      | ?           | ?          |
| F. Magrini     | 1        | 0       | ?           | ?          | -            | -            | -            | -            | 1        | 0      | 0+          | 0+         |
| A. Melli       | 12       | 1       | ?           | ?          | 4            | 0            | ?            | ?            | 16       | 1      | ?           | ?          |
| L. Minotti     | 27       | 1       | ?           | ?          | 2            | 0            | ?            | ?            | 29       | 1      | ?           | ?          |
| M. Osio        | 33       | 7       | ?           | ?          | 7            | 1            | ?            | ?            | 40       | 8      | ?           | ?          |
| D. Pasa        | 22       | 2       | ?           | ?          | 6            | 1            | ?            | ?            | 28       | 3      | ?           | ?          |
| M. Pullo       | 21       | 0       | ?           | ?          | 2            | 0            | ?            | ?            | 23       | 0      | ?           | ?          |
| A. Rivolta     | 5        | 0       | ?           | ?          | 1            | 0            | ?            | ?            | 6        | 0      | ?           | ?          |
| S. Rossini     | 3        | 0       | ?           | ?          | -            | -            | -            | -            | 3        | 0      | 0+          | 0+         |
| P. Sala        | 20       | 0       | ?           | ?          | 1            | 0            | ?            | ?            | 21       | 0      | ?           | ?          |
| M. Susic       | -        | -       | -           | -          | 3            | 0            | ?            | ?            | 3        | 0      | 0+          | 0+         |
| F. Turrini     | 36       | 3       | ?           | ?          | 7            | 1            | ?            | ?            | 43       | 4      | ?           | ?          |
| D. Zannoni     | 35       | 7       | ?           | ?          | 6            | 1            | ?            | ?            | 41       | 8      | ?           | ?          |